# Setaria sulcata
Setaria sulcata là một loài thực vật có hoa trong họ Hòa thảo. Loài này được Raddi miêu tả khoa học đầu tiên năm 1823.